# Sise delle monache
Le Sise delle monache (o Tre monti) sono un tipico dolce abruzzese prodotto nel comune di Guardiagrele, in provincia di Chieti.. Fa parte dei Prodotti agroalimentari tradizionali abruzzesi.

## Origini[2][6]
Le monache clarisse del locale convento di Santa Chiara, in origine preparavano il dolce per la festa di sant'Agata, venerata in Abruzzo per la fertilità del latte materno. Le monache a seguire dettero la ricetta ai fratelli Palmerio che nel 1913 costituirono a Guardiagrele la prima pasticceria. 
L'origine del nome non è sicura: tra le varie leggende, una vuole che tale espressione derivi dal comportamento di alcune suore del monastero delle Clarisse di Guardiagrele,  dove si preparavano i dolci, le quali inserivano al centro del petto una protuberanza in modo da rendere meno evidenti i seni.
Più verosimilmente la tipica forma di questo dolce farebbe invece riferimento a Gran Sasso d'Italia (2912 m s.l.m.), Maiella (2793 m s.l.m.) e Sirente-Velino (2487 m s.l.m.) che costituiscono i tre massicci montuosi abruzzesi, i più alti dell'intera catena appenninica. Questo giustifica anche il nome di Tre monti, con cui pure il dolce è conosciuto.

## Caratteristiche
È un dolce composto da due strati di pan di spagna, farciti da crema pasticcera, con la forma di tre protuberanze.